# Історія євреїв на Закарпатті

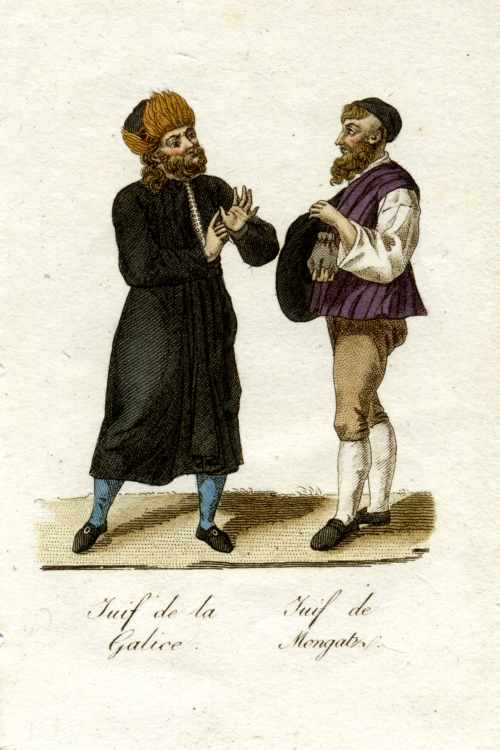
Єврей Галичини (зліва) та єврей з Мукачева на Закарпатті (справа). Традиційний одяг євреїв західної України. Листівка 1821 року.

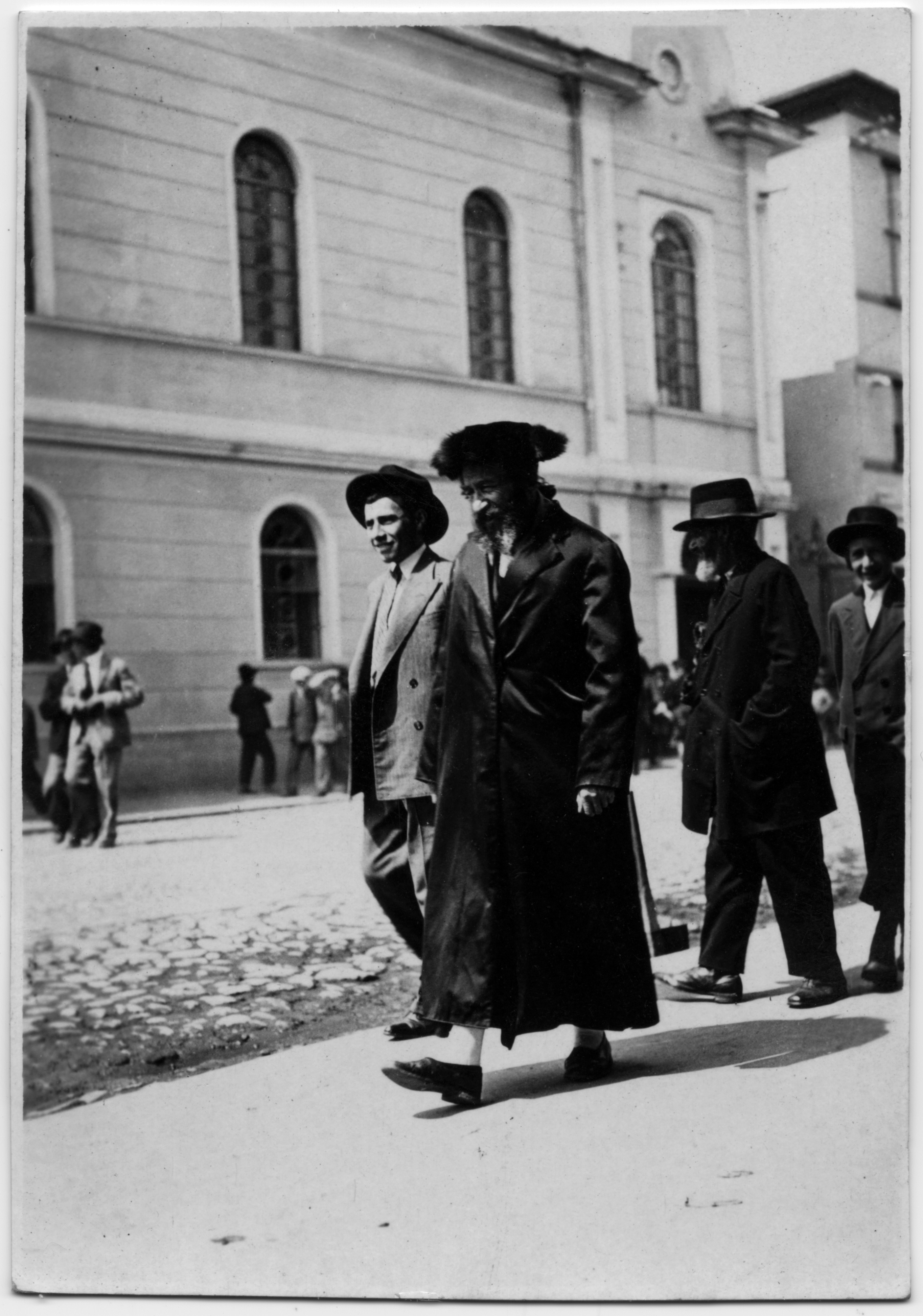
Закарпатські євреї, 1938

Історія євреїв на Закарпатті охоплює період від першої появи єврейського народу в краї до сучасности. Перші згадки про євреїв на Закарпатті належать до доби Середньовіччя. Активно євреї почали переселятися до Закарпаття в ранньомодерну добу з Речі Посполитої. Під час Другої світової війни після окупації Німеччиною Угорщини майже всі закарпатські євреї були вивезені в Німеччину та вбиті там.

## Євреї на Закарпатті в Середньовіччі
Дата першої появи євреїв на Закарпатті невідома. У X—XIII століттях вони займалися торгівлею невільниками в Угорщині.
Угорський науковець Мартін Швартнер називав XIII століття «золотою добою» єврейства в Угорщині, попри підписання Андрашем II у 1222 році угорської «Золотої булли», що забороняла королям призначати євреїв на посади щодо фінансів, податків та на керівництво солекопальнями без згоди сейму. Попри положення «Золотої булли», королі продовжували зичити у євреїв та вести з ними справи. Стосовно Закарпаття, відомо, що в XIII столітті євреї отримували прибуток за користь солекопалень у Мараморощині.
Під час пандемії чуми 1346—1352 років («Чорна смерть») євреї були вигнані з Угорщини. Частина з них згодом повернулася, проте вони зазнали переслідувань з боку влади.

## Євреї Закарпаття в XVI—XIX століттях
1578 року було прийнято закон про виселення всіх євреїв з Угорщини. Проте вони не виселилися, про що свідчить ряд аналогічних законів 1630, 1647, 1649, 1655, 1715 років. Навіть попри таку низку законів про виселення євреїв, вони не зникнули із Закарпаття.
Востаннє у Габсбурзькій монархії жорстку політику щодо євреїв проводила імператриця Марія Терезія. Щоправда, вона у 1740-х роках забороняла євреям проживати лише на території Австрії та Богемії, але не у всіх її володіннях. Проте у 1760-70-х роках Марія Терезія згорнула свої утиски єврейського населення. Толерантний патент імператора Йосифа II за 1781 рік задекларував толерантну політику австрійського уряду щодо євреїв на всій території спадкових володінь австрійського дому Габсбургів. Водночас із цим становище євреїв погіршилося у Речі Посполитій. Протягом усього XVIII — першої половини XIX століття євреї активно колонізували Закарпаття саме з теренів Речі Посполитої.
За XVIII — першу половину XIX століття кількість євреїв на Закарпатті різко збільшилася. Про це свідчать статистичні дані 1720, 1785 та 1847 років. Так, у 1720 році євреїв на Закарпатті налічувалося ≈1270 (≈0,5 % населення краю), в 1785 — 6025, у 1847 — 24 589 (5,2 % населення краю).
| Комітат   | 1720           | 1785 | 1847           | 1857  |
| --------- | -------------- | ---- | -------------- | ----- |
| Унг       | ≈70 (≈0,1 %)   | 1460 | 7495 (6,5 %)   | 10814 |
| Береґ     | ≈900 (≈0,1 %)  | 1336 | 5382 (4,3 %)   | 16363 |
| Угоча     | ≈100 (≈0,3 %)  | 1336 | 2093 (4,2 %)   | 16363 |
| Мараморош | ≈200 (≈0,2 %)  | 1769 | 9619 (5,4 %)   | 18039 |
| Всього    | ≈1270 (≈0,5 %) | 6025 | 24 589 (5,2 %) | 45216 |

## Дані переписів населення в Угорщині 20-го століття

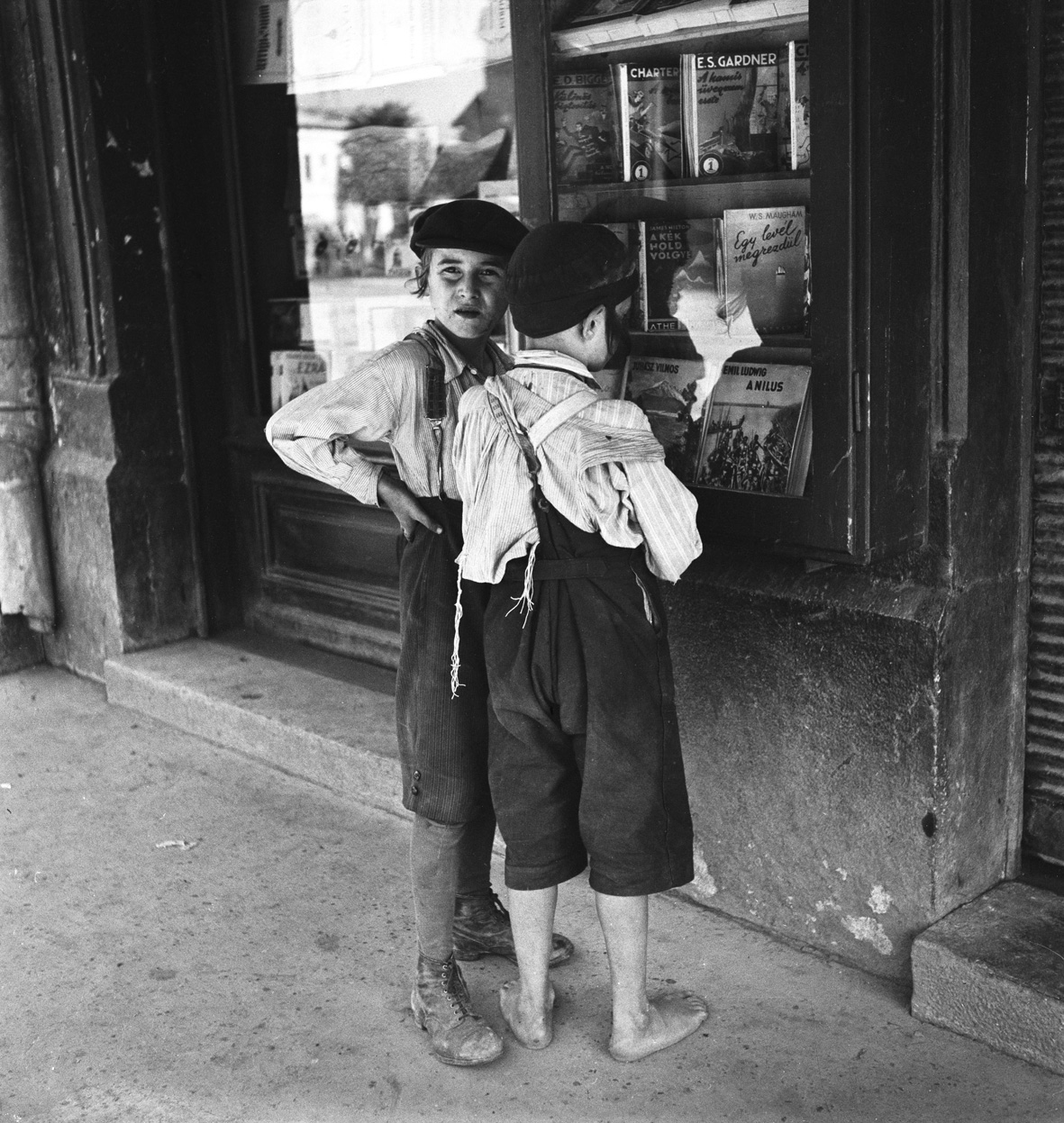
Закарпаття в 1936 році

Останній перепис населення в Угорщині до початку Першої світової війни було проведено в 1910 році. У той час територія сучасного Закарпаття входила до складу чотирьох комітатів: Унг, Берег (комітат), Угоча та Мармарош.
Комітати Угоча та Мармарош були розділені між Чехословаччиною та Румунією в 1920 році після розпаду Австо-Угорської імперії, яка зазнала поразки в Першій світовій війні. Угорщина анексувала північні землі цих комітатів від Карпатської України в березні 1939 року за лічені години після проголошення незалежності останньої. Подібна доля спіткала й південні землі, котрі Угорщина захопила від Румунії в 1940 році. Зараз північні землі належать Україні.
У 1920 році Унг і Берег ввійшли до складу Чехословаччини, за винятком невеликої частини Берегу, що залишився в складі Угорищини. У 1938 році Угорщина анексувала південні землі цих колишніх комітатів в Чехословаччини, а у 1939 році окупувала їхні північні землі, що ввійшли до складу новоствореної держави Карпатська Україна. Переважна більшість території цих комітатів зараз належить Україні.
| Комітат         | грудень 1910 року | січень 1941 року (разом) | частина, анексована в 1938 році | частина, анексована в 1939 році | частина, анексована в 1940 році |
| --------------- | ----------------- | ------------------------ | ------------------------------- | ------------------------------- | ------------------------------- |
| Унг             | 17 587 (10.9 %)   | 20 903 (9.8 %)           | 13,000 (нижня)                  | 8 000 (верхня)                  | -                               |
| Берег (комітат) | 33,660 (14.2 %)   | 46 156 (12.9 %)          | 25 000 (нижня)                  | 21 000 (верхня)                 | -                               |
| Угоча           | 11 850 (12.9 %)   | 10 932 (11.9 %)          | -                               | 7 000 (північна)                | 4 000 (південна)                |
| Мармарош        | 65 694 (18.4 %)   | 79 048 (16.2 %)          | -                               | 48 000 (північна)               | 31 000 (південна)               |
| Разом           | 128 791 (15.2 %)  | 157 766 (13.7 %)         | 38 000                          | 84 000                          | 35 000                          |

## Чехословацький період
У 1921 році приблизно 27 % євреїв Закарпаття займалися сільським господарством, що було найвищим показником в цілій Європі. Під час переписів населення 1921 та 1930 років 87 % та 93 % євреїв Закарпаття відповідно ідентифікували себе євреями за національністю. Таким чином євреї Закарпаття становили найменш асимільовану групу в Чехословаччині, яка розмовляла мовою їдиш.

## Остаточне розв'язання єврейського питання на Закарпатті

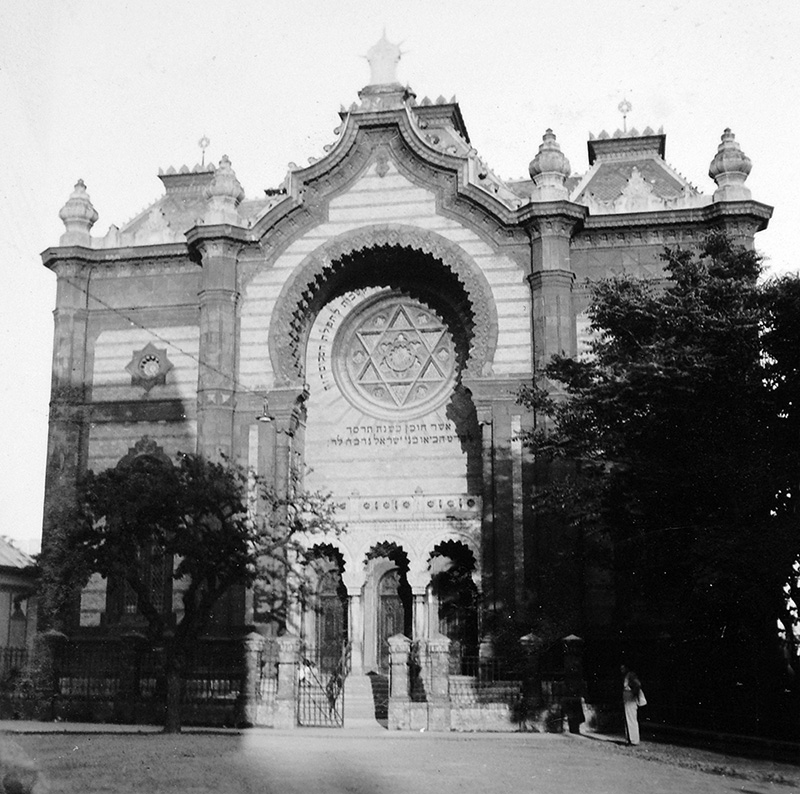
Синагога в Ужгороді, 1920 рік

Під час Другої світової війни остаточне розв'язання єврейського питання було поширено на територію Закарпаття, коли німці окупували Угорщину. Варто зазначити, що угорський уряд та його фашистські елементи відігравали неабияку роль у винищенні євреїв ще до цього.
 
Від початку 1939 року ухвалювалися драконівські закони, які забороняли євреям ходити до школи та займатися звичним для них видами економічної діяльності. Влітку 1941 року угорська влада депортувала близько 20 тис. євреїв із Закарпаття в галицький регіон Польщі-України. Це було зроблено під приводом вигнання іноземних біженців, проте насправді більшість з депортованих людей походили з сімей, які мешкали на цій території щонайменше 50-100 років. Багато людей, які б змогли довести, що вони не переселенці, були позбавлені такого шансу. Більшість з депортованих осіб було відразу передано підрозділам айнзатцгруп нацистської Німеччини біля Кам'янця-Подільського й розстріляно кулеметом протягом трьох днів наприкінці 1941 року. Декілька тисяч інших вигнанців залишено напризволяще поблизу Кам'янця-Подільського в Галичині після перетину ними кордону. Переважна більшість цих людей загинула протягом наступних двох років в гетто та таборах смерті з іншими євреями, які населяли цей регіон. 

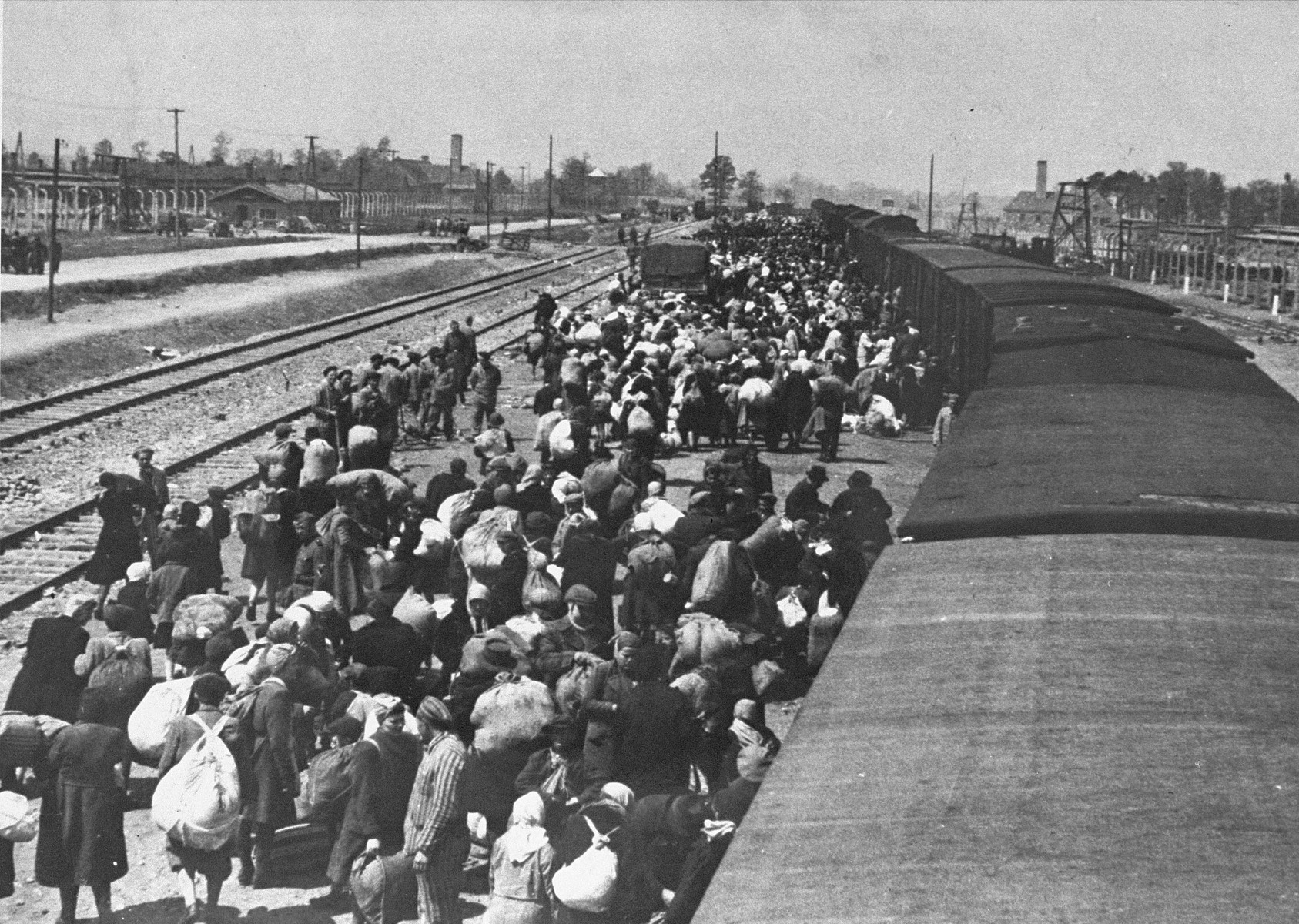
Євреї із Закарпаття прибувають в Аушвіц, травень 1944 року.. Більшість, так і не ставши на облік у табірній системі, була знищена в газових камерах у перші години після прибуття.

Ті євреї, котрим пощастило уникнути депортації 1941 року зазнали подальших утисків з боку угорської влади. Чоловіків працездатного віку призивалися для роботи в нелюдських умовах, через що велика частина з них померла. Ті, хто вижив, повернулися додому, проте стали жертвами депортації в концентраційні табори за часів панування німецьких нацистів після 1944 року.
У квітні 1944 року було створено 17 основних гетто на території сучасного Закарпаття, в яких перебувало 144 тис. євреїв. З 15 травня по 7 червня 1944 року кожного дня до Аушвіца вивозили 14 тис. євреїв.
Наступна таблиця подає інформацію стосовно так званих «поїздів смерті», якими євреїв транспортували з чотирьох комітатів в Німеччину через Кошиці. (Деякі єврейські чоловіки були на примусових роботах (munkaszolgálat); деякі потяги не їхали через Кошиці; а деякі євреї з цих комітатів були примусово змушені сідати на поїзд в сусідніх комітатах):
| Походження поїзда смерті | К-ть поїздів | К-ть людей | Дата передачі євреїв німцям у Кошицях     |
| ------------------------ | ------------ | ---------- | ----------------------------------------- |
| Ungvár (Ужгород)         | 5            | 16 188     | 17, 22, 25, 27, 31 травня                 |
| Beregszász (Берегове)    | 4            | 10 849     | 16, 18, 24, 29 травня                     |
| Munkács (Мукачево)       | 9            | 28 587     | 14, 16, 17, 18, 19, 20, 21, 23, 24 травня |
| Nagyszőlős (Виноградів)  | 3            | 9 840      | 20, 27 травня, 3 червня                   |
| Ökörmező (Міжгір'я)      | 1            | 3 052      | 17 травня                                 |
| Huszt (Хуст)             | 4            | 10 825     | 24, 26 травня, 2, 6 червня                |
| Técső (Тячів)            | 1            | 2 208      | 28 травня                                 |
| Aknaszlatina (Солотвино) | 1            | 3 317      | 25 травня                                 |
| Máramarossziget (Сигіт)  | 4            | 12 849     | 16, 18, 20, 22 травня                     |
| Felsővisó (Вишово-Вижнє) | 4            | 12 074     | 19, 21, 23, 25 травня                     |
| Загалом                  | 36           | 109 789    |                                           |